# 埃爾金 (內華達州)
埃爾金（英語：Elgin）是位於美國內華達州林肯縣的鬼鎮。

## 歷史
埃爾金的郵局於1913年設立，其後於1966年停運。

## 地理
埃爾金所處的海拔為高於海平面1037米（即3402英呎），而該地所採用的時區為UTC-8，即太平洋时区（PST）。同時該地設有夏令時間，為UTC-8調快一小時，即UTC-7（PDT）。